# 청주 화림사 삼층석탑
청주 화림사 삼층석탑은 충청북도 청주시 상당구에 있다. 2015년 4월 17일 청주시의 향토유적 제1호로 지정되었다.

## 개요
청주지역에서 희귀한 고려시대 석탑으로 당시 불교문화를 연구하는데 중요한 자료이다.